# Piazza dei Signori (Vérone)
Pour les articles homonymes, voir Piazza dei Signori.
La Piazza dei Signori, appelée aussi Piazza Dante, est une place située dans  le centre historique de Vérone, en Vénétie.

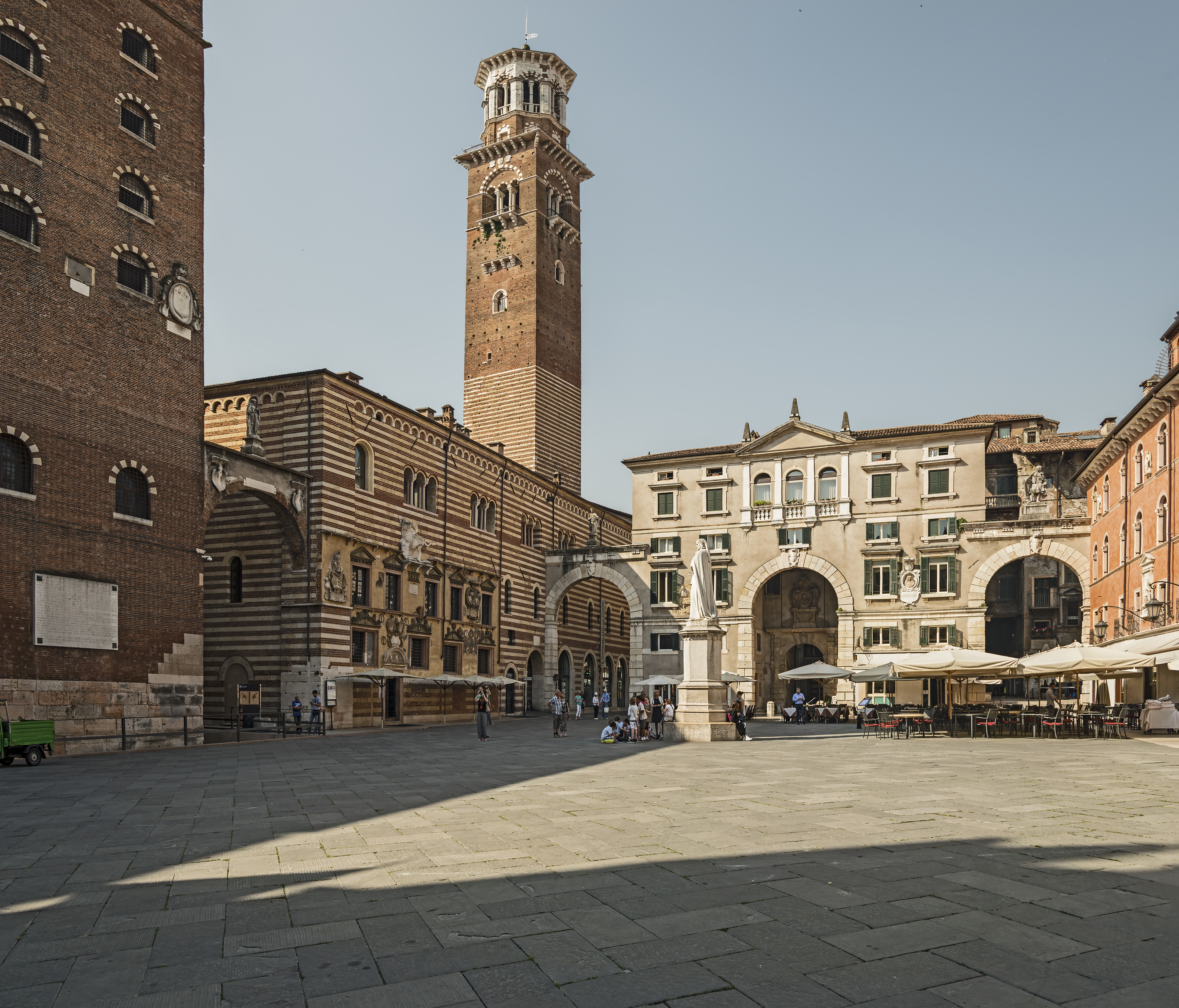
Piazza dei Signori.

La place est créée au Moyen Âge lors de la construction des palais scaliger, et assume depuis le rôle de centre politique et administrative de la cité. Elle est bordée par quelques édifices monumentaux, liés entre eux par des galeries d'arcades et de loggia.

## Description
De nombreux palais d'importance historique et artistique donnent sur la place.

### Palazzo del comune
Il  est construit à la fin du XIIe siècle et sa façade a été en partie modifiée au  XIXe siècle.
Sur sa droite, on peut passer par une arche au vieux marché.

### Palazzo Domus Nova
Palazzo Domus Nova (ou Palazzo dei Giudici - Palais des juges). Construit par la république de Venise au XIIIe siècle, après la chute des Scalieri, Palazzo Domus Nova ou Palazzo dei Giudice fut la résidence des juges vénitiens.

### Casa della Pietà
Entre le Palazzo Domus Nova et Loggia del Consiglio, la Casa della Pietà, un simple bâtiment de la Renaissance avec un bas-relief sur la façade d'une femme assise avec un drapeau, symbole de la ville de Vérone sous le règne de Venise.

### Loggia del Consiglio
Construite en 1476, elle est dite traditionnellement loggia de fra' Gioconda et se trouve à côté du palazzo del Podestà et a été souhaitée par la commune de Vérone.

### Palazzo di Cansignorio
À côté du palais communal, se trouve le palazzo di Cansignorio, siège du pouvoir politique scaligeri et vénitien. Du palais original, le donjon médiéval demeure, plus récent, du Cinquecento une partie de la façade, est attribuée à Michele Sanmicheli. La cour intérieure Cortile del Tribunale permet de voir les loggias du XVIe siècle et une statue commémorant Johann Matthias von der Schulenburg.

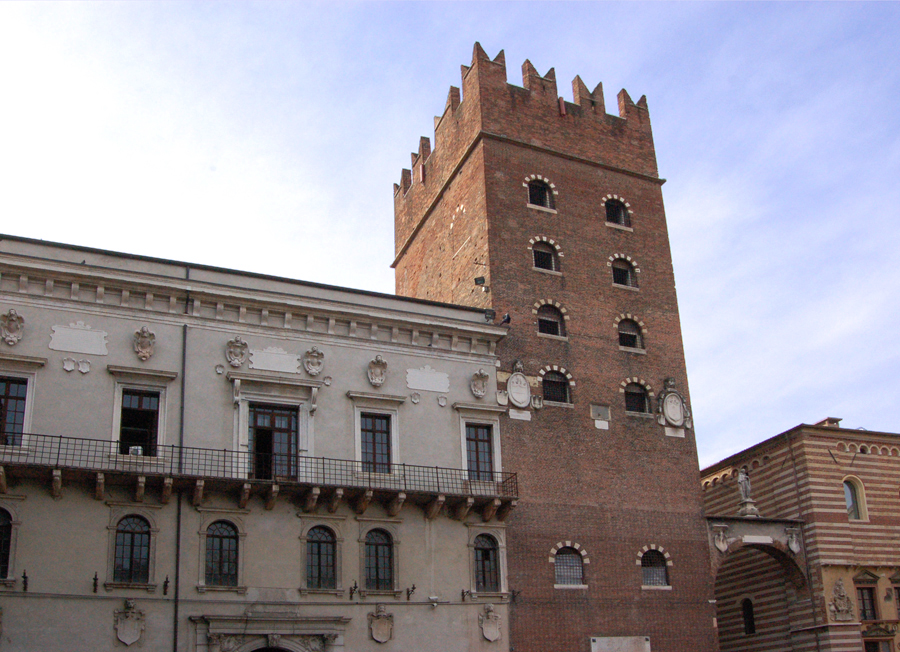
Façade Piazze dei Signori
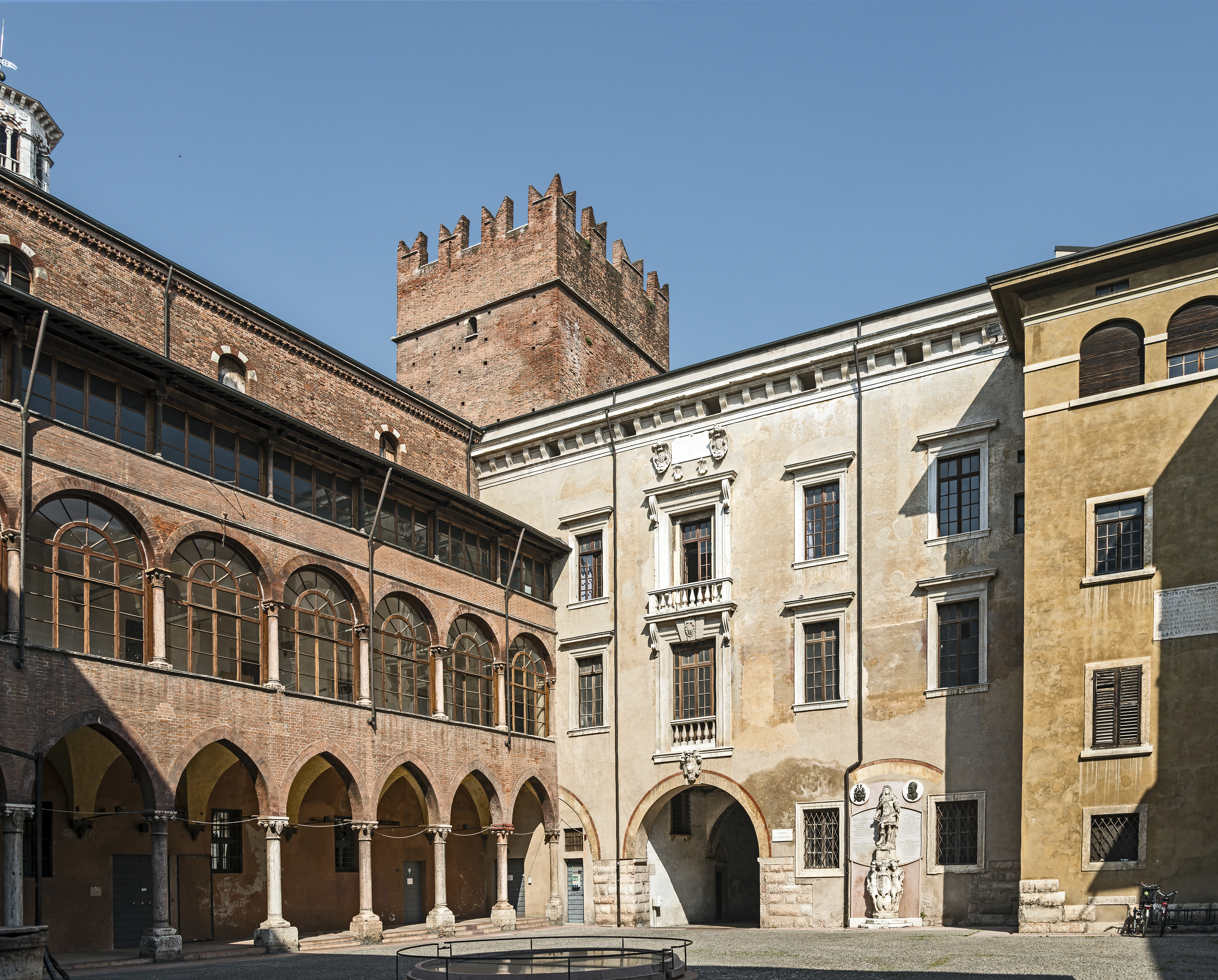
Cortile del Tribunale
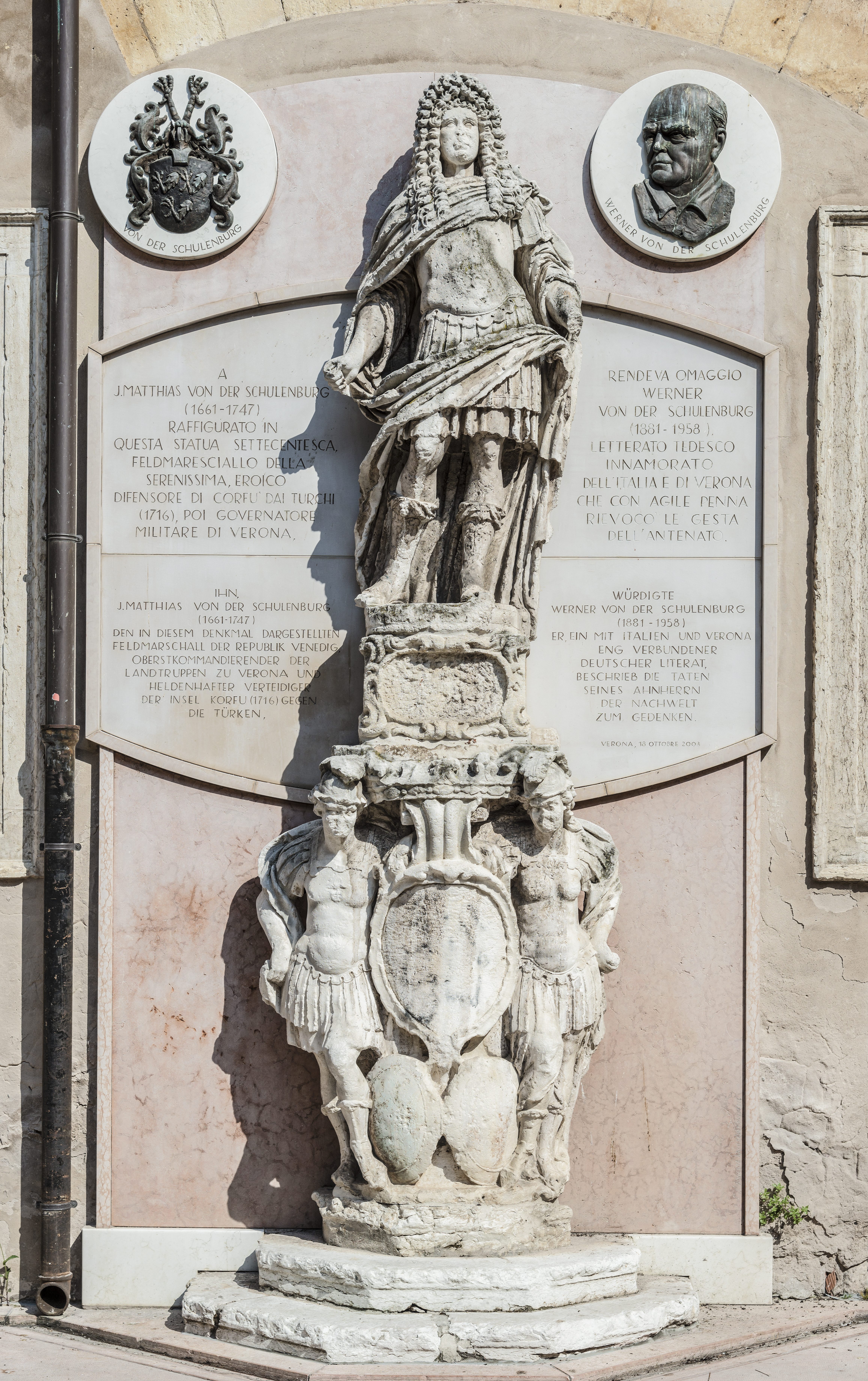
Monument à Johann Matthias von der Schulenburg

### Palazzo del Podestà
Situé proche de l'église de Santa Maria Antica, le palais est couronné par de typiques merlons. le portail qui orne le côté du bâtiment sur la Piazza dei Signori a été commandée en 1533 par Giovanni Dolfin, à Michele Sanmicheli. Ce portail, qui en a remplacé un autre déjà présent (1404), rappelle dans sa structure, les arcs de triomphe antiques romains et en particulier l'Arc des Gavi. Il est surmonté du Lion de St Marc.

## Monument de Dante
Pour orner la place, au milieu du XVIIe siècle, il est proposé par la podestat de Vérone, la construction d'une fontaine réalisée par Pietro Tedesco. Celle-ci jugée trop petite pour une place aussi monumentale, elle est démolie à la fin de ce même siècle.
En 1865, on y érige une statue de Dante - jusqu'alors abritée dans un palais qui borde la place – qui célèbre le septième centenaire de la naissance du poète. La statue réalisée par Ugo Zannoni est en marbre de Carrare. Posée sur un piédestal, elle a une hauteur d'environ cinq mètres. Elle est inaugurée le 14 mai 1865.

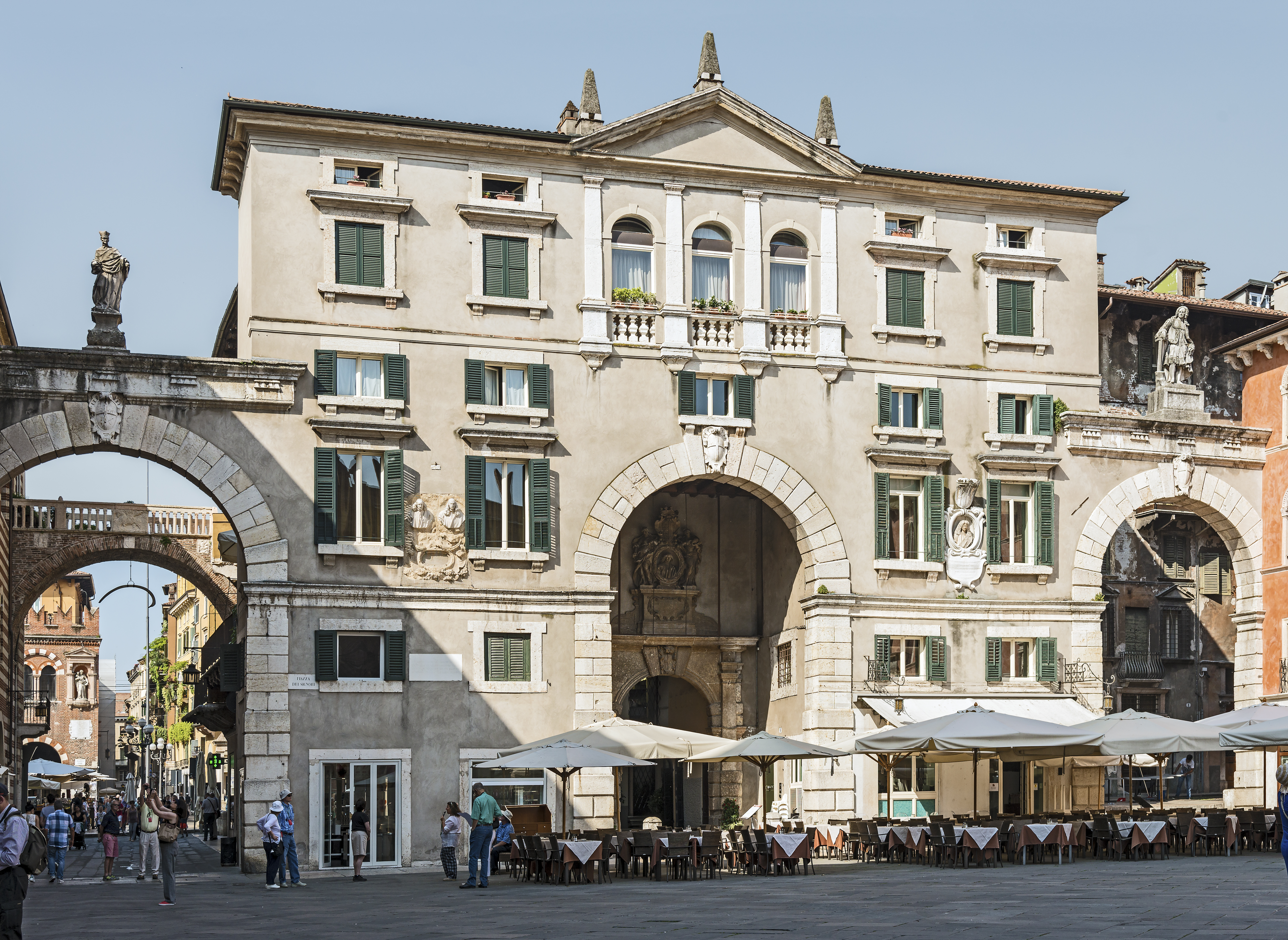
Palazzo Domus Nova.
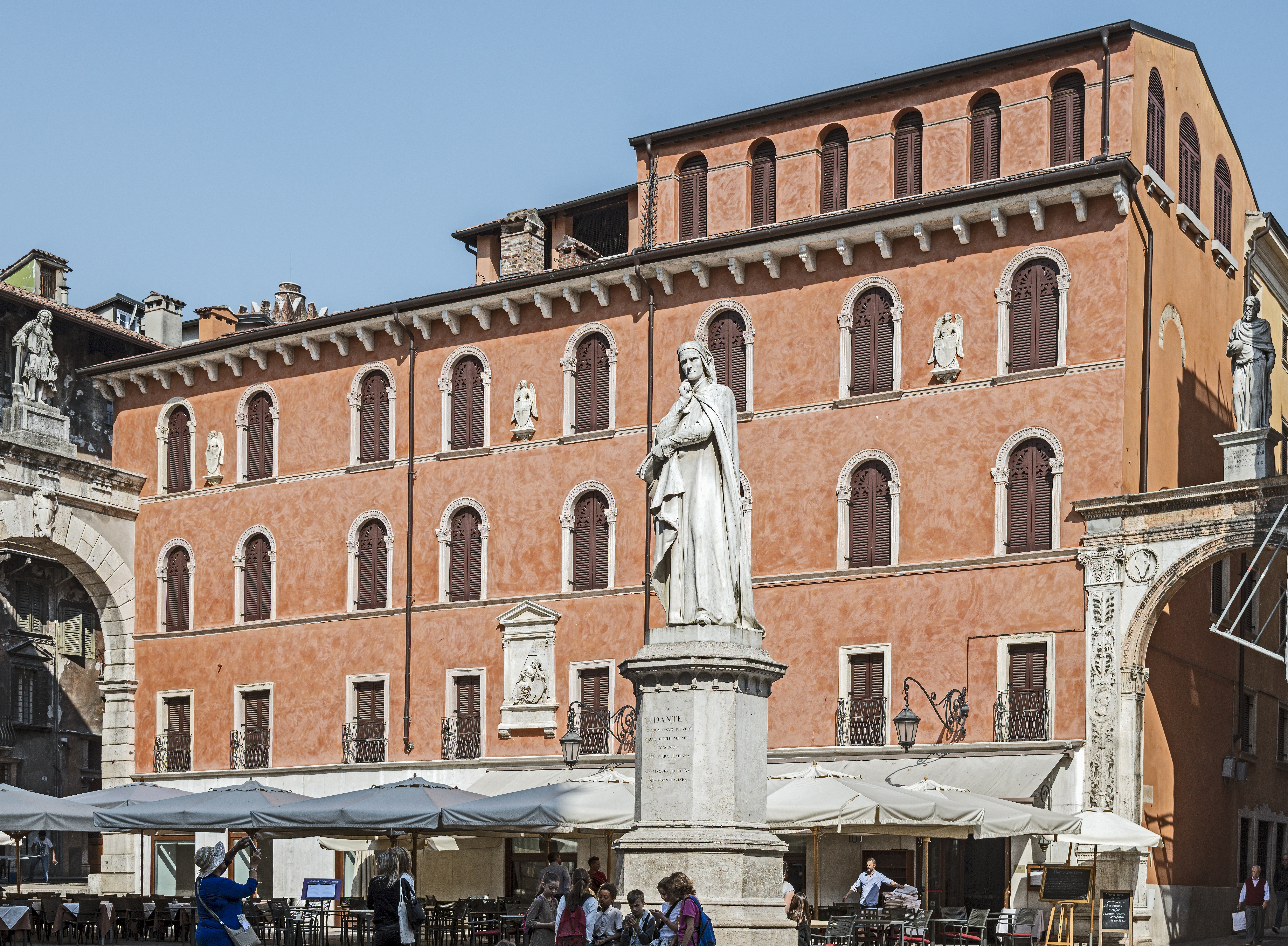
La Casa della Pietà
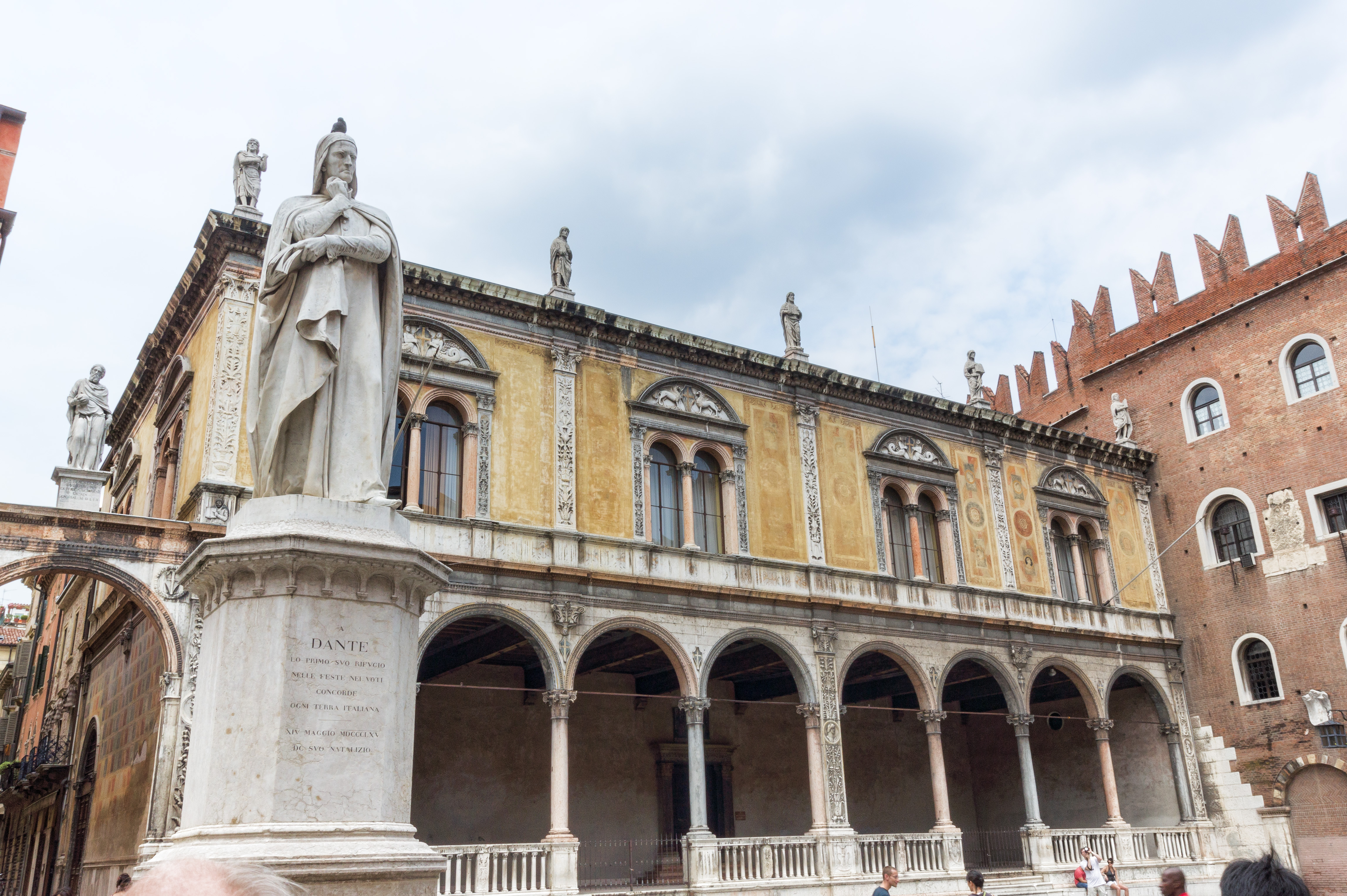
Loggia del Consiglio
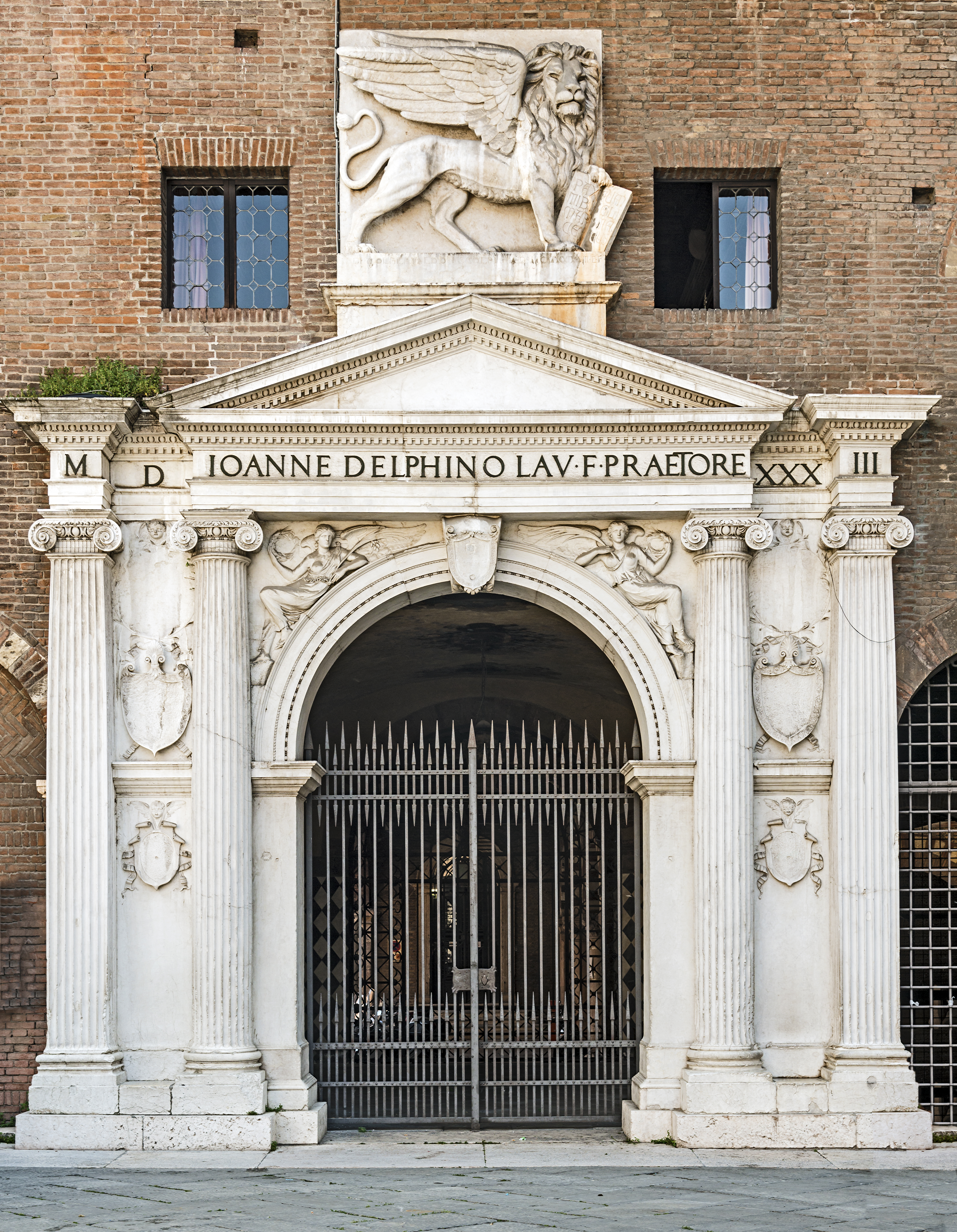
Le portail du Palazzo del Podestà
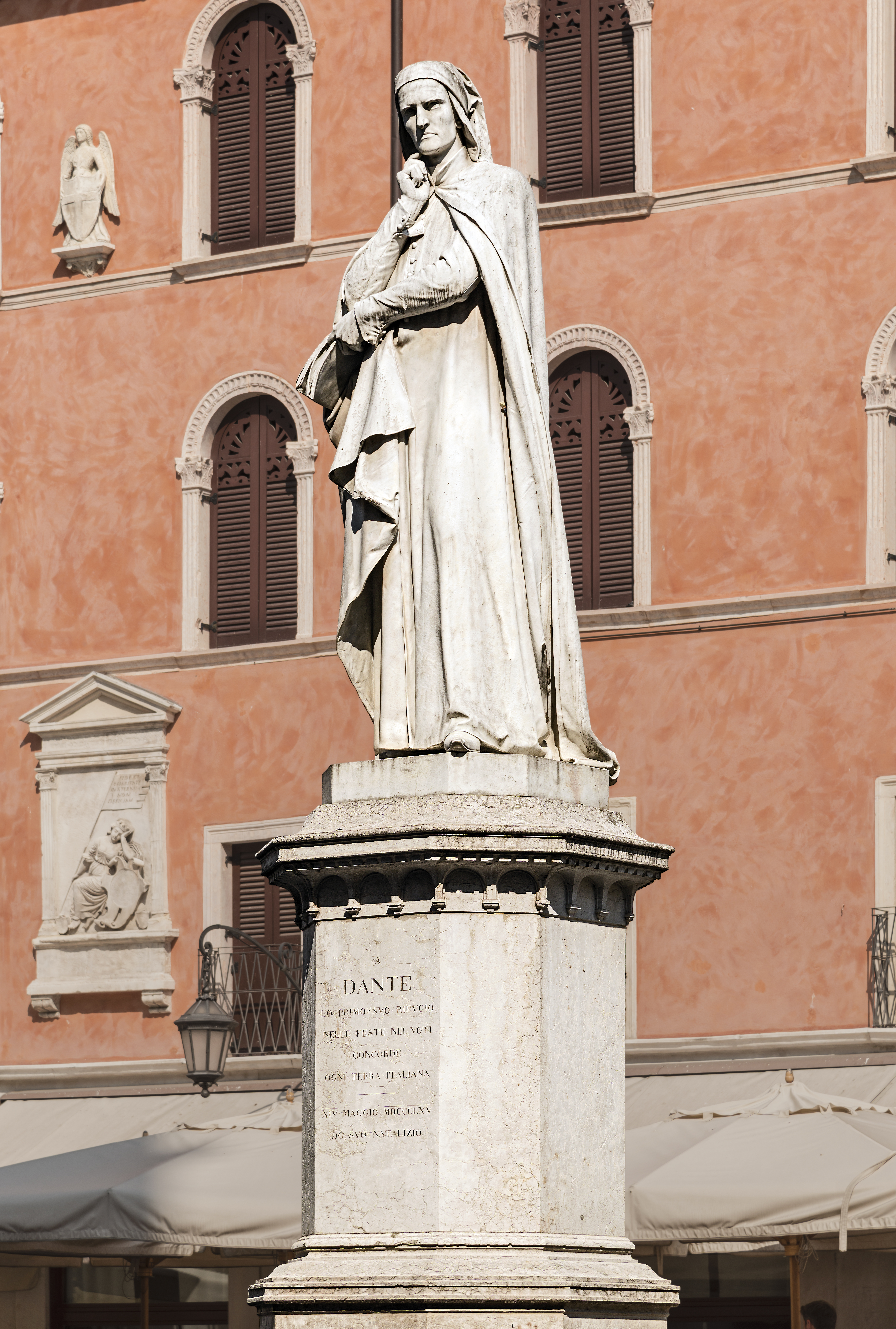
La statue de Dante

## Sources
- (it) Cet article est partiellement ou en totalité issu de l’article de Wikipédia en italien intitulé « Piazza dei Signori (Verona) » (voir la liste des auteurs).